# Wojciech Kowalski (ur. 1950)
Wojciech Wiktor Kowalski (ur. 11 marca 1950 w Chorzowie) – polski prawnik i dyplomata, profesor nauk prawnych, specjalista w zakresie prawa cywilnego, prawa autorskiego i prawa własności intelektualnej, profesor zwyczajny na Wydziale Prawa i Administracji Uniwersytetu Śląskiego, ambasador tytularny.

## Życiorys

### Wykształcenie i praca naukowo-dydaktyczna
W 1971 ukończył studia na Wydziale Prawa i Administracji Uniwersytetu Jagiellońskiego w Krakowie. W 1975 został doktorantem Wydziału Prawa i Administracji Uniwersytetu Śląskiego. Tam też na podstawie rozprawy pt. Niewykonanie lub nienależycie wykonanie umowy licencyjnej przez licencjonodawcę: postać prawna i skutki napisanej pod kierunkiem Michała Staszkowa w 1978 uzyskał stopień naukowy doktora nauk prawnych w zakresie prawa (specjalności: prawo cywilne i gospodarcze, prawo ochrony własności intelektualnej i kulturalnej), a w 1990 na podstawie dorobku naukowego i rozprawy pt. Restytucja dzieł sztuki w prawie międzynarodowym stopień doktora habilitowanego nauk prawnych w zakresie prawa, specjalność: prawo międzynarodowe publiczne. W 2005 został profesorem nauk prawnych.
W 1975 rozpoczął pracę na macierzystej uczelni. Był adiunktem w Katedrze Prawa Patentowego i Ochrony Własności Intelektualnej WPiA UŚ, a następnie w Katedrze Prawa Międzynarodowego Publicznego. Jest profesorem nadzwyczajnym w Katedrze Prawa Cywilnego i Prawa Prywatnego Międzynarodowego WPiA UŚ. Jednocześnie pracuje w Instytucie Zarządzania i Administracji Wydziału Organizacji i Zarządzania Politechniki Śląskiej.
Pełnił funkcję rektora Beskidzkiej Wyższej Szkoły Turystyki w Żywcu.
Jest członkiem Komisji Dyscyplinarnej do spraw nauczycieli akademickich przy Radzie Głównej Nauki i Szkolnictwa Wyższego.

### Służba dyplomatyczna
W latach 1991–1994 był Pełnomocnikiem Rządu RP do Spraw Polskiego Dziedzictwa Kulturalnego za Granicą. Zajmował funkcję wiceprzewodniczącego Komitetu Dziedzictwa Kulturowego Rady Europy w Strasburgu.
Od 1998 jest pełnomocnikiem Ministra Spraw Zagranicznych do spraw rewindykacji dóbr kultury. Jako członek służby zagranicznej RP posiada stopień ambasadora tytularnego.

## Wybrane publikacje
- Konwencja UNIDROIT o skradzionych lub nielegalnie wywiezionych dobrach kultury, Warszawa: PISM, 1996.
- Konwencje UNESCO w dziedzinie kultury. Komentarz, Warszawa: Wolters Kluwer, 2014.
- Likwidacja skutków wojny w dziedzinie kultury, Warszawa: Instytut Kultury, 1990.
- Liquidation of the effects of World War II in the area of culture, Warsaw: Institute of Culture, 1994.
- Nabycie własności dzieła sztuki od nieuprawnionego, Kraków: „Zakamycze”, 2004.
- Repatriacja dóbr kultury w sytuacji cesji terytorialnej i rozpadu państw wielonarodowych, Warszawa: PFSM = Polish Foundation of International Affairs, 1998.
- Témoins de l'histoire: recueil de textes et documents relatifs au retour des objets culturels, Paris: UNESCO Editions, 2011.
- Restytucja dzieł sztuki. Studium z dziedziny prawa międzynarodowego, Katowice: UŚ, 1993.
- Restytucja dzieł sztuki w prawie międzynarodowym, Katowice: UŚ, 1989.
- Rynek sztuki. Aspekty prawne, Warszawa: Wolters Kluwer Polska, 2011[5].